# Notophthiracarus pervalidus
Notophthiracarus pervalidus är en kvalsterart som först beskrevs av Wojciech Niedbała 2003.  Notophthiracarus pervalidus ingår i släktet Notophthiracarus och familjen Phthiracaridae. Inga underarter finns listade i Catalogue of Life.